# USS Dobler (DE-48)
USS Dobler (DE-48) là một tàu hộ tống khu trục lớp Evarts được Hải quân Hoa Kỳ chế tạo trong Chiến tranh Thế giới thứ hai. Nó là chiếc tàu chiến duy nhất của Hải quân Mỹ được đặt theo tên Đại úy Hải quân Joseph John Julius Dobler (1918-1943), phi công phục vụ cùng Liên đội Tuần tiễu VS-6 trên tàu sân bay Enterprise (CV-6) và đã tử trận trong Trận chiến đảo Rennell ngày 30 tháng 1, 1943. Nó đã phục vụ cho đến khi chiến tranh kết thúc, xuất biên chế vào ngày 2 tháng 10, 1945 và xóa đăng bạ vào ngày 24 tháng 10, 1945. Con tàu bị bán để tháo dỡ vào ngày 12 tháng 7, 1946. Dobler được tặng thưởng một Ngôi sao Chiến trận do thành tích phục vụ trong Thế Chiến II.

## Thiết kế và chế tạo
Những chiếc thuộc lớp tàu khu trục Evarts có chiều dài chung 289 ft 5 in (88,21 m), mạn tàu rộng 35 ft 1 in (10,69 m) và độ sâu mớn nước khi đầy tải là 8 ft 3 in (2,51 m). Chúng có trọng lượng choán nước tiêu chuẩn 1.140 tấn Anh (1.160 t); và lên đến 1.430 tấn Anh (1.450 t) khi đầy tải. Hệ thống động lực bao gồm bốn động cơ diesel General Motors Kiểu 16-278A nối với bốn máy phát điện để vận hành hai trục chân vịt; công suất 6.000 hp (4.500 kW) cho phép đạt được tốc độ tối đa 21 kn (24 mph; 39 km/h), và có dự trữ hành trình 4.150 nmi (4.780 mi; 7.690 km) khi di chuyển ở vận tốc đường trường 12 kn (14 mph; 22 km/h).
Vũ khí trang bị bao gồm ba pháo 3 in (76 mm)/50 cal trên tháp pháo nòng đơn có thể đối hạm hoặc phòng không, một khẩu đội 1,1 inch/75 caliber bốn nòng và chín pháo phòng không Oerlikon 20 mm. Vũ khí chống ngầm bao gồm một dàn súng cối chống tàu ngầm Hedgehog Mk. 10 (có 24 nòng và mang theo 144 quả đạn); hai đường ray Mk. 9 và tám máy phóng K3 Mk. 6 để thả mìn sâu.
Dobler được đặt lườn như là chiếc BDE-48 tại Xưởng hải quân Philadelphia ở Philadelphia, Pennsylvania vào ngày 1 tháng 4, 1942; và được hạ thủy vào ngày 24 tháng 7, 1942. Tuy nhiên Hải quân Hoa Kỳ quyết định giữ lại con tàu, nên nhập biên chế cùng Hải quân Hoa Kỳ vào ngày 17 tháng 5, 1943 dưới quyền chỉ huy của Hạm trưởng, Thiếu tá Hải quân A. J. Smith.

## Lịch sử hoạt động
Sau khi hoàn tất việc chạy thử máy huấn luyện, Dobler thực hiện một chuyến đi hộ tống vận tàu đến Port Arthur, Texas từ ngày 15 đến ngày 28 tháng 7, 1943. Sau đó nó đảm trách như một tàu huấn luyện phục vụ cho tàu ngầm trước khi chuyển sang phục vụ trong vai trò hộ tống vận tải vượt Đại Tây Dương. Con tàu đã có phần đóng góp quan trọng trong các chiến dịch tại Bắc Phi, Sicily, Ý và miền Nam nước Pháp suốt trong giai đoạn từ ngày 27 tháng 8, 1943 đến ngày 14 tháng 6, 1945, khi tham gia hộ tống mười một đoàn tàu vận tải tiếp liệu khởi hành từ Boston, Norfolk hay New York để đi sang Bizerte, Tunisia; Palermo, Sicily; và Oran, Algeria. Vào ngày 11 tháng 5, 1944, đang khi hộ tống Đoàn tàu UGS-40 đi sang Tunisia, nó đã trợ giúp vào việc đánh trả những máy bay ném bom-ngư lôi đối phương tấn công đoàn tàu vận tải.
Sau đó, Dobler chuyển sang nhiệm vụ tàu huấn luyện tại New London, Connecticut từ ngày đến ngày 18 tháng 7, 10 tháng 9, 1945. Nó đi đến New York vào ngày 11 tháng 9, và được cho xuất biên chế tại đây vào ngày 2 tháng 10, 1945. Con tàu bị bán để tháo dỡ vào ngày 12 tháng 7, 1946.

## Phần thưởng[2]
|  |             |  |
|  | Bronze star |  |

| Dãi băng Hoạt động Tác chiến (truy tặng) |                                                                              |                                                                              |                                      |
| Huân chương Chiến dịch Hoa Kỳ            | Huân chương Chiến dịch Châu Âu-Châu Phi-Trung Đông với 1 Ngôi sao Chiến trận | Huân chương Chiến dịch Châu Âu-Châu Phi-Trung Đông với 1 Ngôi sao Chiến trận | Huân chương Chiến thắng Thế Chiến II |